# Ponte di San Francesco di Paola
El Ponte di San Francesco di Paola es la estructura que une la isla del Borgo Antico con la península del Borgo Nuovo de Tarento, Italia. Inaugurado el 22 de mayo de 1887 por el almirante Ferdinando Acton, el puente cruza un canal navegable de 400 metros de longitud y 73 de anchura que une el Mar Grande con el Mar Piccolo.

## Historia
Construido por la empresa industrial de construcciones metálicas de Alfredo Cottrau, con sede en Castellammare di Stabia, según el proyecto del ingeniero Giuseppe Messina, que también dirigió las obras de construcción, estaba constituido originalmente por un gran arco rebajado de madera y metal, dividido en dos brazos que giraban independientemente el uno del otro alrededor de un perno vertical. El movimiento se producía gracias a turbinas hidráulicas alimentadas por un gran depósito situado en el cercano Castillo Aragonés con capacidad para 600 metros cúbicos de agua, que en caída accionaban los dos brazos del puente.
La estructura fue modernizada entre los años 1957 y 1958, introduciendo un funcionamiento de tipo eléctrico, pero manteniendo inalterados los principios de ingeniería de la entonces Dirección de ingeniería militar de la Marina Militare. El proyecto fue realizado por la Società Nazionale Officine de Savigliano, en todo lo relacionado con los órganos mecánicos y los comandos eléctricos. El nuevo puente fue inaugurado por el Presidente de la República Giovanni Gronchi el 10 de marzo de 1958, y fue dedicado a san Francisco de Paula, protector de la gente de mar.

## Estructura

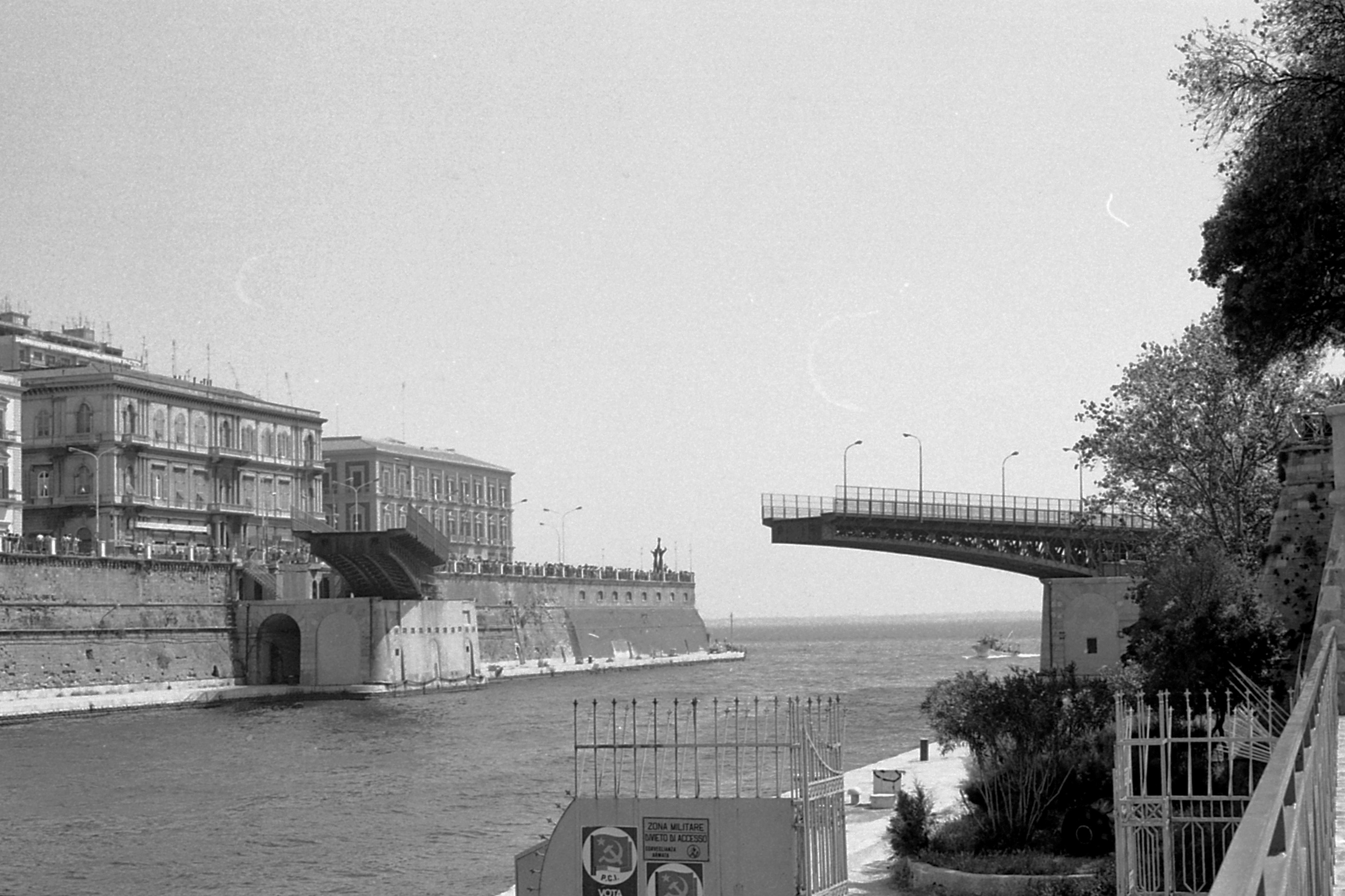
El puente a mitad del proceso de apertura.

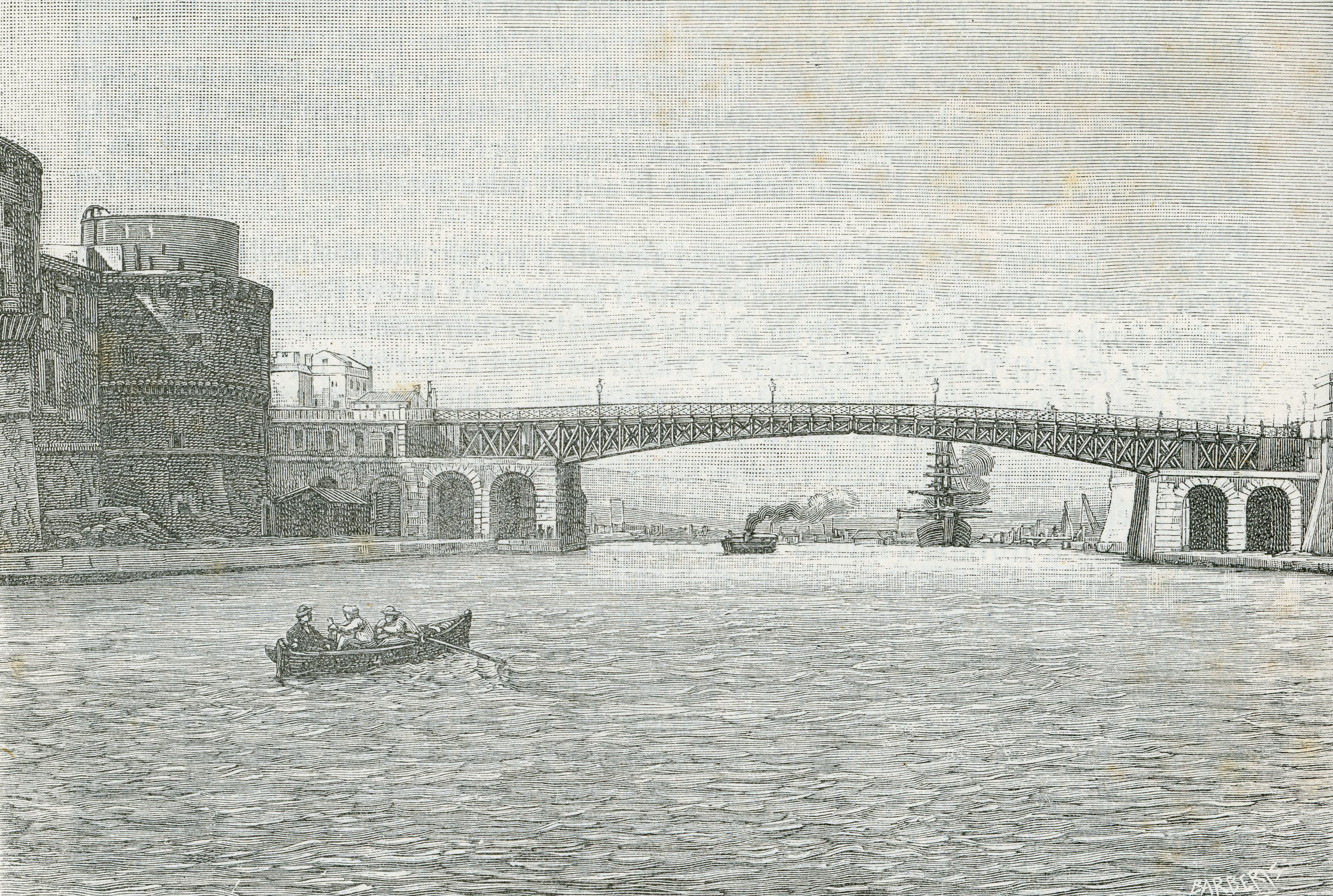
Tarento: el puente (cerrado) sobre el canal que une el Mar Grande con el Mar Piccolo (xilografía de Barberis, 1898).

El puente mide actualmente 89,9 metros de longitud y 9,3 metros de anchura. Es sometido periódicamente a precisas intervenciones de mantenimiento, tanto de los órganos mecánicos como de toda la estructura metálica. Cada uno de los dos semipuentes que constituyen su estructura gira alrededor de un perno central anclado mediante tirafondos a la estructura de cemento, moviéndose sobre una cremallera mediante un piñón accionado por un motor eléctrico. Todo se apoya sobre una pista de rodadura constituida por una serie de cilindros de acero. La apertura del puente es necesaria para permitir el paso de las grandes naves militares que se dirigen a las muelles del Arsenal de la Marina Militare situado en el Mar Piccolo para labores de mantenimiento. La gestión de la apertura del puente, así como su conservación, están confiadas a la Marina Militare.
Los procedimientos de apertura y cierre del puente requieren en total unos veinte minutos, y están dirigidos desde el interior de dos cabinas de pilotaje situadas cerca de cada semipuente, mientras que cuatro trabajadores controlan el correcto funcionamiento de los dispositivos automáticos, preparados para intervenir en caso de avería.
Las primeras operaciones manuales que se deben realizar son la retirada de los ocho cables y el desenganche de los dos tornillos colocados en los extremos, que tienen el objetivo de hacer al puente estable cuando está cerrado. La apertura propiamente dicha se inicia con la rotación de unos 45° del semipuente del lado Borgo Antico, luego con la rotación de 90° del semipuente del lado Borgo Nuovo, seguida por la finalización de la rotación del semipuente del lado Borgo Antico.
El puente giratorio constituye el principal símbolo de la ciudad de Tarento, y puede ser considerado por su singularidad una admirable obra de ingeniería naval. Además, el paso de las naves con la tripulación por el puente es un momento muy emotivo para los familiares y amigos, que saludan a sus seres queridos desde el paseo marítimo.

## El puente en la literatura y el cine
El puente aparece en algunas películas, la más antigua de las cuales es La nave bianca, rodada en Tarento en 1941. También Gabriele d'Annunzio cita la estructura en un poema suyo:

Taranto, sol per àncore ed ormeggi
assicurar nel ben difeso specchio,
di tanta fresca porpora rosseggi?

A che, fra San Cataldo e il tuo più vecchio
muro che sa Bisanzio ed Aragona,
che sa Svezia ed Angiò, tendi l'orecchio?
Non balena sul Mar Grande né tuona.
Ma sul ferrato cardine il tuo Ponte
gira e del ferro il tuo Canal rintrona.
Passan così le belle navi pronte
per entrar nella darsena sicura,
volta la poppa al jonico orizzonte.
¿Tarento, solo para anclas y amarres
asegurar en el bien defendido espejo,
de tan fresca púrpura enrojeces?

¿A qué, entre San Cataldo y tu más antiguo
muro que conoce Bizancio y Aragón,
que conoce Suecia y Anjou, tiendes tu oído?
No es ballena en el Mar Grande ni trueno,
pero en el herrado cardo tu Puente
gira y de hierro tu Canal retruena.
Pasan así las bellas naves listas
para entrar en la dársena segura,
dirigida la popa al jónico horizonte.
Gabriele d'Annunzio - Laudi del Cielo del Mare della Terra e degli Eroi, libro IV

El puente giratorio es también el destino de uno de los frecuentes viajes en automóvil del conde Oddino degli Oddi-Semproni y de dus dos tías en Sipario ducale de Paolo Volponi, novela de 1975 ambientada en la Urbino de 1969.